# Lista de senadores dos Estados Unidos pelo Havaí
Esta é uma lista de senadores dos Estados Unidos pelo estado do Havaí desde a sua admissão à União em 21 de agosto de 1959. A data de início do mandato de cada senador equivale ao primeiro dia do mandato legislativo (no caso de senadores eleitos regularmente antes do início do mandato) ou ao dia em que assumiu o cargo (no caso de senadores eleitos em eleições extraordinárias para preenchimento de vacância ou após o início do mandato). Os atuais senadores pelo estado do Havaí são Brian Schatz e Mazie Hirono, ambos do Partido Democrata.

## Lista de senadores pelo Havaí
| Classe 1 | Classe 1        | Classe 1    | Classe 1             | Classe 1             | Classe 3 | Classe 3      | Classe 3  | Classe 3             | Classe 3               |
| Senador  | Senador         | Partido     | Início de mandato    | Fim de mandato       | Senador  | Senador       | Partido   | Início de mandato    | Fim de mandato         |
| -------- | --------------- | ----------- | -------------------- | -------------------- | -------- | ------------- | --------- | -------------------- | ---------------------- |
|          | Hiram Fong      | Republicano | 21 de agosto de 1959 | 3 de janeiro de 1977 |          | Oren E. Long  | Democrata | 21 de agosto de 1959 | 3 de janeiro de 1963   |
|          | Spark Matsunaga | Democrata   | 3 de janeiro de 1977 | 15 de abril de 1990  |          | Daniel Inouye | Democrata | 3 de janeiro de 1963 | 17 de dezembro de 2012 |
|          | Daniel Akaka    | Democrata   | 16 de maio de 1990   | 3 de janeiro de 2013 |          | Daniel Inouye | Democrata | 3 de janeiro de 1963 | 17 de dezembro de 2012 |
|          | Mazie Hirono    | Democrata   | 3 de janeiro de 2013 | Incumbente           |          | Brian Schatz  | Democrata | 3 de janeiro de 2013 | Incumbente             |